# Аксенин, Василий Степанович
Васи́лий Степа́нович Аксе́нин (укр. Василь Степанович Аксенин; 4 февраля 1962, село Литячи, Тернопольская область — 11 марта 2014, Жешув) — украинский активист Евромайдана. Герой Украины (2014, посмертно).

## Биография
После окончания 8-ми классов в Литячивской СОШ, переехал, вместе с матерью, в город Черновцы на постоянное место жительства. Был разнорабочим.
Периодически ездил в Киев на Майдан. Утром 20 февраля он позвонил жене, сказал, что идёт в наступление.
Вечером того же дня из больницы пришло известие о тяжёлом ранении Аксенина. Выстрел снайпера пришёлся в брюшную полость, а также задел тазобедренную кость. Сам Аксенин так прокомментировал сложившуюся ситуацию:

«Имел суперброню — 10-килограммовый бронежилет и железную. До сих пор не понимаю, как меня ранили. На Институтской погнался за „беркутятами“. На мгновение услышал, как обожгло что-то, не могу двигаться. Снайпер попал в то место, где не было защиты. Пуля прошла через живот. Рана была размером с кулак. Через секунду подо мной появилась лужа крови. Ребята под пулями тянули меня за броник в больницу. Потом положили на щит. Врач говорил, что когда добрались до раны, то из неё сыпалась земля и пепел. Может, поэтому так долго не заживает.
Врачи советуют пробыть здесь ещё три месяца, чтобы зажило. Затем изготовят титановый сустав и таз. После имплантации он будет заживать ещё столько же времени. Тогда попробую ходить.»
Оригинальный текст (укр.)«Мав суперброню — 10-кілограмовий бронежилет і каску залізну. Досі не розумію, як мене поранили. На Інститутській погнався за «беркутятами». На мить почув, як обпекло щось, не можу рухатися. Снайпер поцілив просто в бік, в ту промежину, де не було захисту. Куля пройшла через живіт. Рана була розміром із кулак. За секунду піді мною стала калюжа крові. Хлопці під кулями тягнули мене за бронік до лікарні. Потім поклали на щит. Лікар казав, що коли добралися до рани, то з неї сипалася земля і попіл. Може, тому так довго не заживає. Лікарі радять пробути тут ще три місяці, щоб зажило. Потім виготовлять титановий суглоб і таз. Після імплантації він гоїтиметься ще стільки ж часу. Тоді пробуватиму ходити.»

После сбора денег был отправлен на лечение в клинике в польском Жешуве, где скончался 12 марта.

## Награды
- Медаль «За жертвенность и любовь к Украине» (УПЦ КП, июнь 2015 года) (посмертно)[6]
- Звание Герой Украины с удостаиванием ордена «Золотая Звезда» (21 ноября 2014 года, посмертно) — за гражданское мужество, патриотизм, героическое отстаивание конституционных принципов демократии, прав и свобод человека, самоотверженное служение Украинскому народу, проявленные во время Революции достоинства[7]

## Семья
Вдова Татьяна, является инвалидом III группы. Сын Юрий Аксенин — глава общественного объединения «Семья Героев Небесной Сотни».

## Память
Черновицкий городской совет признал Василия Степановича Аксенина почётным гражданином города Черновцы, все 46 депутатов проголосовало единогласно. Также улицу Михаила Фрунзе переименовали в улицу Василия Аксенина.